# Тимочка буна
Ако сте тражили истоимени филм, погледајте Тимочка буна (филм).
Тимочка буна, најпре позната као Зајечарска буна, је била буна коју су 1883. г. у зајечарском округу подигли представници Народне радикалне странке против владе краља Милана Обреновића. Неред је започео тако што је народ, на наговор вође радикала Николе Пашића, одбио да преда оружје, онда када је крајем септембра наређено да се оружје одузме од народа. Одговор владе на то био је проглашење ванредног стања и увођење преког суда на основу којег је 97 учесника осуђено на смрт, а 576 њих на дугогодишњу робију. Извршена је 21 смртна пресуда, а 734 човека кажњена су робијом и затвором. Вође буне, Пашић и Аца Станојевић, избегли су смртну казну иселивши се на време из земље у Бугарску.

## Увод
По паду либералне владе Јована Ристића, дошао је 1. октобра 1880. године на владу младо-конзервативни кабинет Милана Пироћанца. његова је група изашла на изборе 30. новембра заједно са радикалним елементима. Народна скупштина састала се 30. децембра. Дана 8. јануара 1881. године организована је Народна радикална странка, а 18. јануара Српска напредна странка (из владиних приврженика). Две странке су брзо дошле у врло оштар сукоб, и у штампи и народној скупштини. Нарочито је уговор са Генералном Унијом у Паризу (француског банкара Луја Бонтуа) изазвао љуту борбу владе и опозиције (изгласан 19/3 1881). Кад су падом те банке доведени у опасност материјални интереси Србије, а влада није хтела да одговара на интерпелацију опозиције, ова је напустила скупштину. Уместо општих избора влада је наредила накнадне (15. маја). Опет су изабрани исти посланици, али су и они, осим неколико њих, дали оставке. На новим накнадним изборима (31. маја) изабрани су опет исти, Али сада влада није примила изабране опозиционе посланике, него је позвала у скупштину оне, који су послије изабраних имали највише гласова. Неки су од њих и са свега два гласа постали посланици (Двогласци). Сукоб се све више заоштравало, дошло је тајанствено убиство Лене Книћанке и Илке Марковић; постављање нарочитих чувара јавне безбедности, које су радикали крстили сејменима, жигосање стоке, одузимање оружја од народа, свакодневна полицијска насиља.
На изборима 7. септембра 1883 радикали су имали огроман успех, а влада је претрпела страшан пораз. Остала је у мањини, иако је имала и 40 краљевих посланика. Скупштина се састала 19. септембра, а влада је поднела оставку 20. септембра. Два дана после тога дошао је на управу кабинет Николе Христића, и народна скупштина је закључена. Краљ је отворено ушао у борбу против радикала. Радикални прваци, њих око 30, са главним партијским одбором одржали су тада конференцију. на којој је решено, да се свуда по земљи имају зборови (1. новембра) и да се тражи промена устава. Ту је пао и предлог, да се с оружјем у руци брани устав, ако би био укинут, али о томе није решавано.

## Буна
Влада је, међутим наредила, да се продужи скупљање оружја од народа. У Тимочкој Крајини то је вршено грубо и насилнички. Власт као да је својим претњама нарочито изазивала народ. У Салашу. Поречу, Грљан и Гамзиграду дошло је до оружаног сукоба, јер је народ одбио да преда оружје. Покрет је ухватио маха и проширио се. Буна се почела организовати. У Књажевцу и неким другим местима народ је узео власт у своје руке. Побуњеници нису вршили насиља нити пљачкали државни новац.

### Одговор власти
Дана 21. октобра влада је прогласила ванредно стање за црноречки округ и постављен је преки суд. Председник је био Радомир Рајовић, члан касације, а чланови: Андра Грујић, предсједник нишког суда, и Илија Хранисављевић, судија у Београду; владин комесар Дока Стевановић, предсједник апелације; иследници: Илија Мојсиловић и Вучко Ђорђевић, суци: државни тужилац: Драгутин Стаменковић. Он је убрзо смењен као „непоуздан", а постављен је Антоније Пантовић. Дјеловође су били: Миленко Жујовић и Драгутин Илић. За команданта војске, одређене да угуши буну, постављен је генерал Тихомиљ (Теша) Николић. Обустављени су чланови 8 и 10 закона о штампи, и новине се нису могле покретати без допуштења полиције. Суспендован је и закон о изборима. Официрима и војницима, посланим против побуњеника, удвостручена је плата; трошкови за угушење буне пали су на побуњене округе. 25. октобра ванредно стање проглашено је и за бањски срез алексиначког округа, а 26. октобра за град Алексинац и моравски срез алексиначког округа.

### Оружани сукоби
Први сукоб између устаника и владиних трупа избио је 20. октобра у Кривом Виру, где је око 500 наоружаних сељака бољевачког среза успешно разоружало вод сејмена (жандармерије на коњима) и натерало на повлачење ескадрон коњице који им је дошао у помоћ. Сутрадан, 21. октобра, устаници под командом радикалског првака, попа Маринка Ивковића, преузели су власт у Бољевцу и наредили збор два локална батаљона народне војске, који су заузели положаје на планинском превоју Честобродица на западној граници њиховог округа: до 23. октобра ту се окупило око 3.000 наоружаних људи, иако је једва половина устаника имала употребљиве пушке. Бољевачки устаници покушали су да прошире устанак на све стране: њихови гласници и мањи одреди упућени су у Сокобању, Зајечар и Књажевац. Народ у Сокобањи побунио се 25. октобра и власт у целом срезу преузео је устанички одбор на чијем челу је био радикалски посланик Љуба Дидић: одмах су подигнута на оружје два локална батаљона народне војске, која су упућена на западну границу среза, у Бањску (Бованску) клисуру. Устаници из Сокобање успешно су 26. октобра побунили народ у Књажевцу, где је власт у читавом округу преузео устанички одбор на челу са радикалским вођом Ацом Станојевићем. Као средиште округа, Књажевац је располагао снагама народне војске у јачини од читаве две бригаде (8 батаљона пешадије, ескадрон коњице и батерија од 4 топа): главнина књажевачке народне војске утврдила се на јужној граници округа, на превоју Грамада, један батаљон упућен је у Сокобању, да помогне тамошњи покрет, а један на север, да заузме Зајечар.
Међутим, до 25. октобра владине трупе, састављене од 8 батаљона стајаће војске, два ескадрона коњице и 4 батерије модерних Крупових топова сконцентрисале су се у Параћину, и поделиле у Бањски и Честобродички одред. Бањски одред стајаће војске разбио је устанике у Бањској клисури 26. октобра, а 27. октобра читава војска је ударила на Честобродицу, где је разбила главнину бољевачких устаника после врло слабог отпора. Истог дана један одред бољевачких устаника безуспешно је напао Зајечар (који је бранио 1 артиљеријски пук и 80 сејмена), али је одбијен са губицима. После ових сукоба Сокобања и Бољевац предали су се без борбе (30. октобра). Главнина књажевачких устаника потучена је  30. октобра од стајаће војске из Ниша (1 батаљон и 1 батерија) на Грамади, а батаљон који је пошао на Зајечар поражен је истог дана од владиних трупа из Бољевца после осмочасовне битке на Вратарници, јужно од Зајечара. После ових пораза Књажевац се предао 31. октобра.
Истог дана када се предао Књажевац, око 6.000 народних војника из моравичког среза алексиначког округа окупило се под командом радикалског посланика, попа Лазара Јовановића, у Прћиловици (средишту среза) и заузело Алексинац. Грађани Алексинца пристали су уз буну под вођством радикалског првака Колета (Косте) Кнежевића и сменили локалне власти. Коста Кнежевић кренуо је са својим одредом према Делиграду, а поп Јовановић према Нишу, али су оба устаничка одреда разбијена брзим напредовањем 2 батаљона и једне батерије стајаће војске са Честобродице, и три чете и једне батерије из Ниша. Алексинац се предао без борбе 2. новембра.
Тако је буна трајала свега 13 дана, од 20. октобра до 2. новембра, а борбе свега  6 дана, од 26. до 31. октобра 1883. Маринко Ивковић заробљен је после битке на Честобродици, а Љуба Дидић после предаје Књажевца, али је Аца Станојевић успео да побегне преко границе, у Бугарску.

## Последице

### Прогон радикала
Дана 25. октобра касно у ноћ затворени су и сви чланови главног одбора радикалне странке, осим Николе Пашића, који је тога дана у подне, чим се чула вест, да ће одбор бити затворен прешао чамцем преко Саве. Сви су чланови затворени у град, оковани, и после 11 дана спроведени за Зајечар, где је засједавао преки суд. Суђено им је 28. новембра. Најјачи доказ њихове кривице, по уверењу преког суда, била су два чланка: Разоружање народне војске (Н. Пашића) и Како да се опростимо незаконитих избора (Р. Милошевића), у којима је суд нашао позивање на буну. Међутим, ниједан од затворених чланова главног одбора није имао никаквог учешћа у буни. Они су то изјављивали и после пада династије Обреновића, те им се мора веровати. Једино је било сумњиво држање Пашићево, који је 23. јуна 1907 изјавио у народној скупштини, да је главни одбор спремао буну, и у чијем се изборном крају буна и јавила. Он је пред буну ишао у свој крај и на трипут поновљено питање једне групе млађих сељака о давању оружја рекао је: Не дајте га. Од чланова главног одбора осуђени су: Пашић, Пера Тодоровић и Раша Милошевић на смрт, Коста Таушановић на 7 година затвора, Паја Михаиловић на 5, Гига Гершић, Јован Ђаја, Андра Николић, Стева Стевановић и Јован Симић пуштени су као невини. Тодоровићу и Милошевићу, на њихову телеграфску молбу краљу, замењена је смртна казна десетгодишњи заточењем.

### Одмазда над народом
Од коловођа из побуњених крајева стријељани су њих 20:
1. Милија Петровић и зет му
2. Маринко Ивковић, бивши народни посланик, оба свештеници из Бољевца,
3. Миленко Првуловић учитељ из Кривог Вира,
4. Живко Никодијевић, столар из Бољевца,
5. Живан Никодијевић, земљорадник, народни посланик из Јабланице,
6. Петар Милошевић, батаљонски командант народне војске из Извора (срез сврљишки),
7. Милан Гојковић из Јабланице (срез бољевачки), обојица председници општине,
8. Лазар Јовановић, свештеник из Трњана,
9. Миленко Николић, кмет из Планинице, водник народне војске,
10. Гавра Аничић и
11. Љубомир Божиновић из Књажевца,
12. Станоје Динић, бивши народни посланик из Мучибаба (срез заглавски),
13. Љуба Дидић, бивши народни посланик из Сокобање,
14. Коста (Коле) Кнежевић, командант Народне војске из Алексинца,
15. Коста Јанковић из Прћиловице,
16. Серафим Неготинац из Крушевца, сви трговци,
17. Михаило Гилкић, пандур из Алексинца,
18. Риста Ђусић, земљорадник и бивши народни посланик из Мерџелата,
19. Бађа Мариновић, кочијаш из Зајечара.
20. Учитељ Владимир Зебић осуђен на смрт обесио се у затвору.

Учитељ Неша Магдић и Тихомир Маринковић са још 60 осуђених на смрт помиловани су и осуђени на заточење, затвор и робију. На смрт је осуђен Аца Станојевић с још неколико коловођа побуне, али су они били прешли преко границе. Свега је укупно осуђено на смрт 94, на робију 567, на заточење 5, на затвор 68, а 85 су пуштени као невини.

### Помиловање
Осуђеници, који су издржали осуду, помиловани су 1. јануара 1886, после похода краља Милана, учињеног Пери Тодоровићу у београдском градском затвору (27. децембра 1885). Том походу претходила су 3 Тодоровићева писма краљу Милану, а главни им је узрок пораз српске војске на Сливници. Осуђеници у бекству помиловани су 1887, а Никола Пашић помилован је 27. новембра 1889, после абдикације краља Милана, а на краљеву молбу упућену намесницима малолетног краља.

По гушењу Тимочке буне потписе за помиловање страначких првака широм Србије прикупљала је Марија Фјодоровна Зиболд, прва жена лекар у Србији, а вероватно и на Балкану (касније управница војне болнице у Скопљу са чином мајора српске војске). Ову петицију она је лично уручила краљу Милану Обреновићу који је радикале помиловао, а њу протерао из Србије. Говорило се тада и да је Марија Фјодоровна Зиболд одиграла значајну улогу у оснивању Народне радикалне странке.

## Филм
На догађајима устанка темељи се филм Тимочка буна.